# 妨害書信秘密罪
妨害書信秘密罪，為《中華民國刑法》第315條：無故開拆或隱匿他人之封緘信函、文書或圖畫者，處拘役或新臺幣3000元以下罰金；無故以開拆以外之方法窺視其內容者，亦同。
人民有秘密通訊之自由，此為《中華民國憲法》第12條所明文保障之基本人權。通訊為人與人之間交換意見之方法之一，屬於個人私生活之一部分，其內容有為私人利益而有保密之必要。因此，無故開拆或隱匿他人之封緘信函、文書或圖畫者，即構成妨害他人秘密。《中華民國刑法》即有妨害書信秘密罪之設，具體制裁侵害人民通訊秘密之行為，以落實基本人權之保障。

## 構成要件
- 須有開拆或隱匿之故意（意思）：即行為人須認識其所開拆或隱匿者為他人之封緘信函、文書或圖畫，並以開拆或隱匿之意欲而實施其行為。如將他人之封緘信函、文書、圖畫誤認為己所有者，則其因缺乏意思要件而不成罪。

- 須有開拆或隱匿之行為（行為）：「開拆」指變更或除去其封緘，使之失去效力，將文書內容置於可得閱覽之狀態；只須開拆即構成犯罪，不問有無閱覽。以開拆以外之方法，則屬本條後段所規範之事項。「隱匿」為「隱蔽藏匿」，以阻止他人發現或使其發現困難之行為，但仍不至於構成侵占、毀損之行為，否則即構成其他罪名。隱匿有繼續犯之性質，故隱匿行為須繼續相當之時間。

- 須為無故開拆或隱匿（違法）：「無故」即無正當理由，違反本人之意思，而為開拆或隱匿之行為；如依法令而為之，或依約定而為之，或得本人之承諾，則不得謂為無故。須注意者，親權人基於親權之行使，或第三人基於推定之承諾等，均不得謂為正當理由。

- 須對他人之封緘信函、文書或圖畫為之（客體）：「他人」乃指特定人，而不問其為自然人、法人或非法人團體。「信函」乃指特定人（發信人或受信人）間傳達其意思之文書；「文書」乃指除信函以外，一切表示意思之文字性書面文件；「圖畫」乃指將具體或抽象之形象描繪於載體以表示其意思之非文字性描繪物。無論信函、文書、圖畫，均以有封緘為要件，否則無法開拆。「封緘」乃指為防止信函、文書、圖畫之內容為人所知悉而設之一定裝置；其方法如何，在所不問。信函有無交付郵局寄出，亦非所問；故對於未付郵之封緘信函予以開拆、隱匿，亦可構成本罪。

- 須封緘之信函、文書或圖畫已被開拆或隱匿（結果）：本罪不處罰未遂犯，故須有結果始能成立犯罪。